# West Orange (New Jersey)
Pour les articles homonymes, voir West Orange.
West Orange est un township du comté d'Essex dans le New Jersey, aux États-Unis.